# Ana María Oramas González-Moro
Ana María Oramas González-Moro (Santa Cruz de Tenerife, 17 de juliol de 1959) és una política espanyola que forma part de Coalició Canària. És diputada nacional per la província de Santa Cruz de Tenerife des de 2007 i portaveu de Coalició Canària en el grup mixt. Va ser també alcaldessa de San Cristóbal de La Laguna des de 1999 fins 2008.

## Biografia
Ana Oramas va néixer a Santa Cruz de Tenerife el 1959 i es va criar en una família nombrosa, en què era la més gran de 10 germans. Es va llicenciar en ciències econòmiques per la Universitat de La Laguna.
La seva carrera política sempre ha estat vinculada a Coalició Canària. El 1979 va ser escollida regidora de l'ajuntament de Santa Cruz de Tenerife, i des de 1991 fins a 1999 va obtenir l'acta de diputada en el Parlament de les Canàries. Durant el govern de Manuel Hermoso (1993 a 1999) va ocupar diversos càrrecs a l'administració autonòmica.
El 1999, Coalició Canària la va escollir per postular a l'ajuntament de San Cristóbal de La Laguna. Encara que el seu partit no va ser el més votat, un pacte amb el Partit Popular li va atorgar el bastó de comandament. De llavors ençà va aconseguir revalidar l'ajuntament el 2003 amb majoria simple i el 2007 amb majoria absoluta, encara que va renunciar al càrrec el 2008 per motius familiars.
El juny de 2007 va ser escollida diputada nacional en el Congrés dels Diputats per la província de Santa Cruz de Tenerife, i des de 2008 és la portaveu de Coalició Canària a la cambra baixa, en substitució de Paulino Rivero. A més a més, ha estat portaveu del grup mixt en diverses comissions permanents.